# Concerto pour piano no 20 de Mozart
Pour les articles homonymes, voir Concerto pour piano (homonymie).
Le Concerto pour piano no 20 en ré mineur de Mozart, catalogué ultérieurement K. 466 dans le Catalogue Köchel, a été composé en 1785, quelques mois avant le Concerto pour piano en ut majeur K. 467 et créé au Mehlgrube (de) à Vienne le 11 février 1785 avec Mozart comme soliste.
On notera qu'avec le concerto pour piano en ut mineur (K.491), c'est le seul autre concerto pour piano (parmi les 27 du compositeur) écrit dans un mode mineur, ce qui rend bien compte du caractère particulier de l'œuvre.

## Histoire

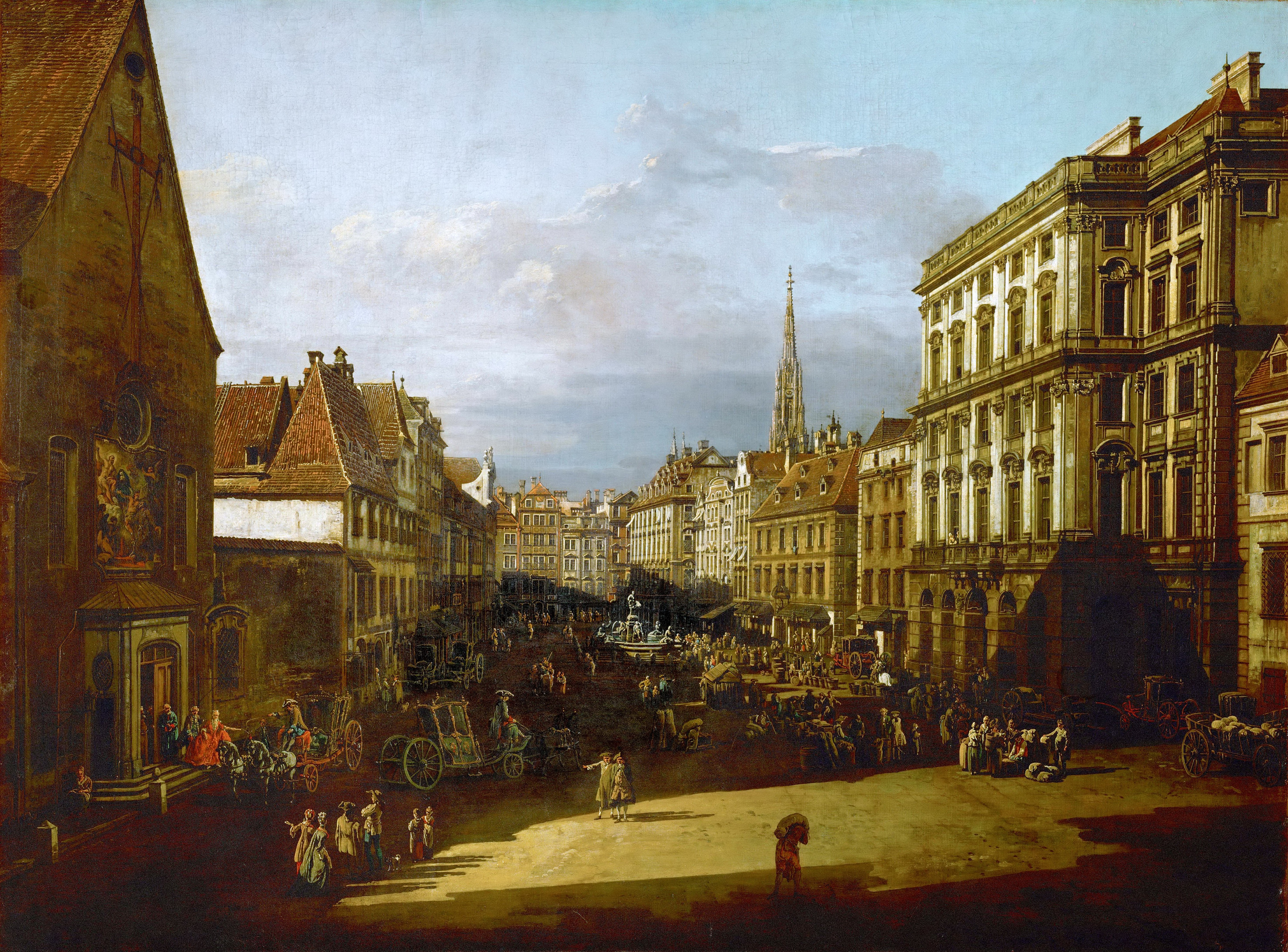
La Neuer Markt à Vienne avec l'Église des Capucins et la Haus zur Mehlgrube à droite. Huile sur toile de Canaletto (116 × 155 cm)

Ce concerto est composé à Vienne et achevé le 10 février 1785. Il est créé dès le lendemain lors d'un concert de souscription. Mozart, âgé de 29 ans, vit depuis trois ans à Vienne avec sa femme Constance Weber, mais les commandes, notamment d'opéras, se font rares. Peut-être est-ce la raison qui pousse le compositeur à écrire ce concerto.
Il est possible que Joseph Haydn ait assisté à la création de l'oeuvre. Le père de Wolfgang, Leopold Mozart, venu tout spécialement de Salzbourg, écrit quelques jours plus tard à sa fille Nannerl pour l'informer du récent succès de ce nouveau concerto :

« [J'ai entendu] un excellent nouveau concerto pour piano de Wolfgang, sur lequel le copiste travaillait encore lorsque nous sommes entrés. Ton frère n'a même pas eu le temps de jouer le rondo car il supervisait cette opération de copie. »

L’orchestre a donc déchiffré le mouvement final à vue, Mozart dirigeant du piano tout en improvisant, selon son habitude, les cadences. Il les notera par la suite sans qu’elles aient été conservées. La postérité a laissé place aux cadences écrites par Beethoven (WoO 58) pour cette œuvre qu'il admirait beaucoup et qui faisait partie de son répertoire. Les compositeurs Charles-Valentin Alkan, Johannes Brahms (WoO 14), Johann Nepomuk Hummel, Ferrucio Busoni et Clara Schumann ont également écrit des cadences pour ce concerto.

## Instrumentation

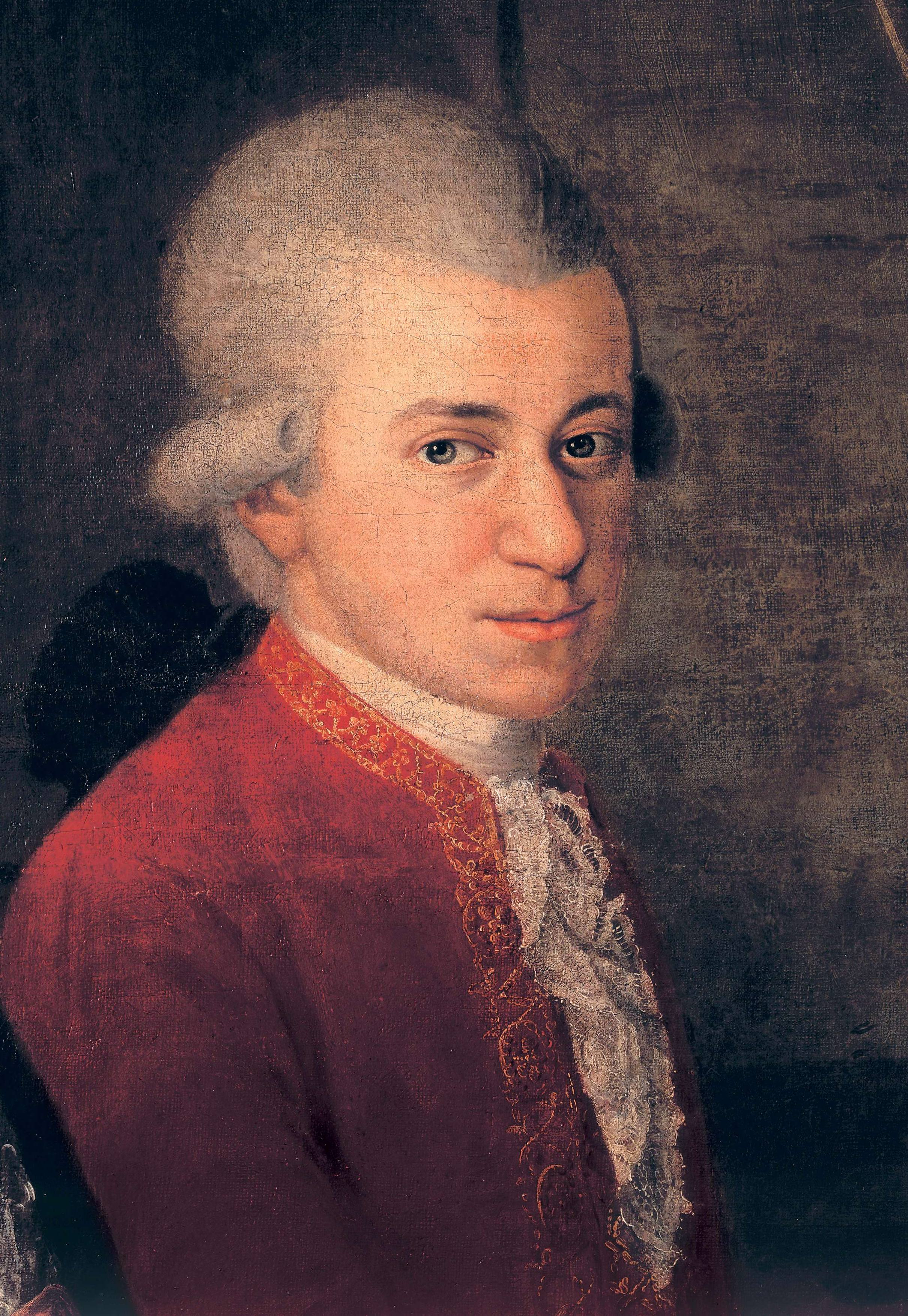
Mozart en 1780 ou 1781 par Johann Nepomuk della Croce

| Instrumentation du concerto pour piano no 20                          |
| Cordes                                                                |
| Premiers violons, seconds violons, altos, violoncelles, contrebasses, |
| Bois                                                                  |
| Flûte, 2 hautbois, 2 bassons,                                         |
| Cuivres                                                               |
| 2 cors en ré (passent en si dans la Romance) 2 trompettes en ré       |
| Percussions                                                           |
| Timbales en ré et la                                                  |

## Structure et analyse de l'œuvre
Le concerto comprend 3 mouvements et est écrit dans la tonalité ré mineur :
1. Allegro, en ré mineur, à , 397 mesures
2. Romance, en si bémol majeur, à , sections répétées 2 fois : mesures 84 à 91, mesures 92 à 107, 162 mesures
3. Allegro vivace assai, en ré mineur, à , en ré majeur à la mesure 354, 428 mesures

Durée : environ 30 minutes

### Allegro
Ce mouvement dramatique et fougueux est une forme sonate à double exposition.

### Romance
Le deuxième mouvement, Romance, est un rondo en 5 parties (A—B—A—C—A) dont le thème est énoncé en si  majeur. Le thème est énoncé à la tierce, ce qui n'est pas sans rappeler les duos amoureux des opéras du compositeur. La partie C, écrite en sol mineur (tonalité relative), par son ambiance plus grave, contraste fortement avec le reste de la romance.

### Allegro vivace assai
Ce dernier mouvement est également un rondo dans le ton principal de la pièce. Le concerto s'achève, après la cadence et le retour d'une ambiance plus joyeuse introduite par une mélodie en fa majeur développée par les vents puis reprise par le piano, dans la brillante tonalité de ré majeur.

## Cadences

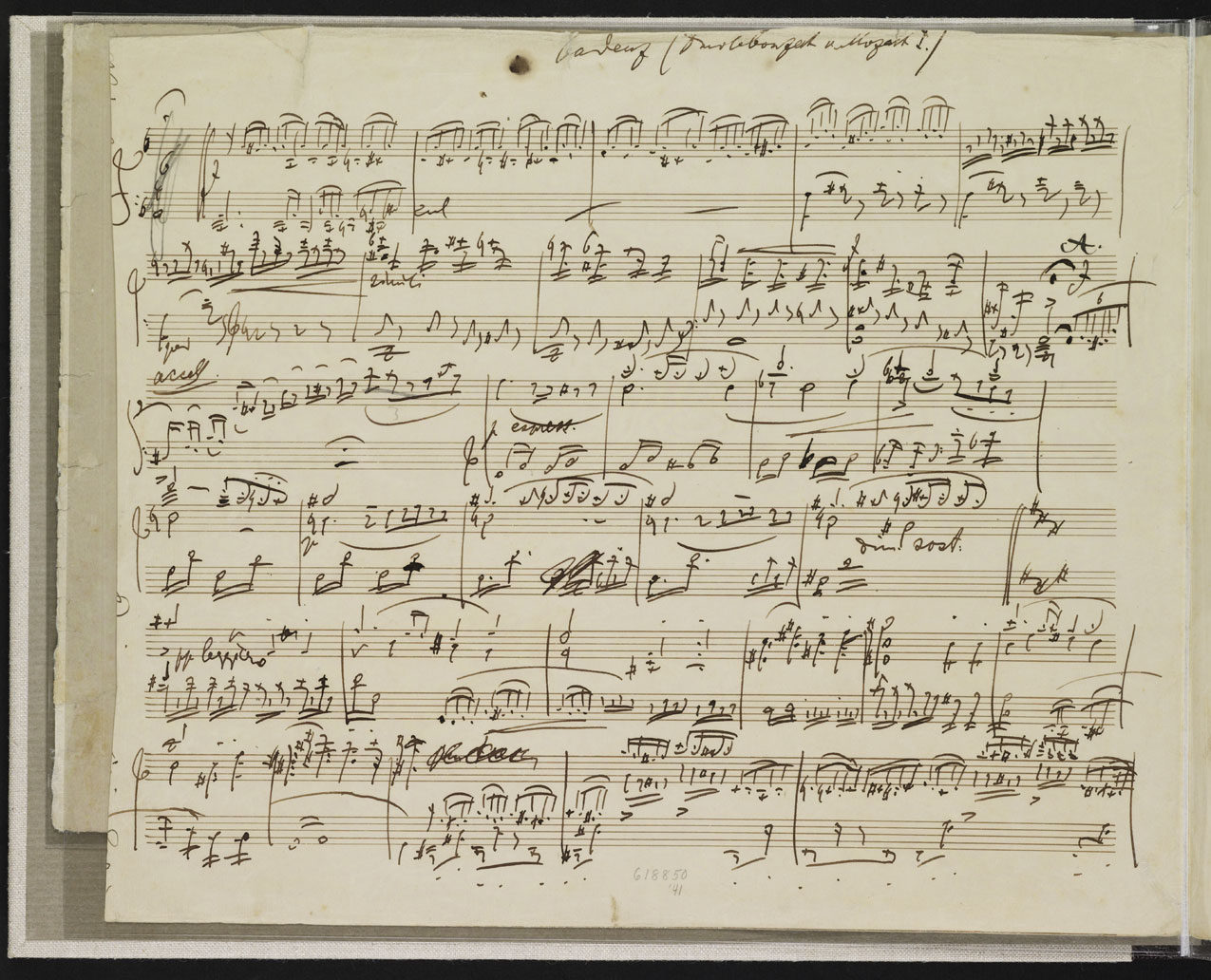
Manuscrit de la cadence de Johannes Brahms

De nombreux compositeurs laissent leurs propres cadences pour ce concerto, comme Ludwig van Beethoven (WoO 58), Johannes Brahms (WoO 14), Clara Schumann, ou encore l'élève de Mozart Johann Nepomuk Hummel.

## Anecdotes
D'après le pianiste et chef d'orchestre Daniel Barenboim, ce concerto serait l'œuvre favorite de Joseph Staline,.

## Repères discographiques
- par l'Academy of St Martin in the Fields, Alfred Brendel (piano) et Neville Marriner (direction), Philips, 1974.

## Au cinéma
- 1984 : Amadeus de Miloš Forman : le premier mouvement y est exécuté au moment où Mozart compose et reçoit la visite d'un homme habillé en noir lui commandant une messe de requiem. Le 2e est utilisé pour le générique de fin.